# 血之家族
〈血之家族〉（英語：The Family of Blood）是英國科幻電視劇《異世奇人》系列3的第9集，2007年6月2日在BBC One首播。這集的編劇是保羅·康奈爾，並由查爾斯·帕爾默執導。在演員方面，除了固有的大衛·田納特飾演博士和費馬·阿吉曼扮演的瑪莎·鐘斯外，出演護士長瓊·雷德芬的潔西卡·海恩斯、出演學生田·拉莫提的湯瑪士·桑格斯特以及「血之家族」成員杰里米·貝恩斯的也有很重的戲份。
這集繼承〈人性〉，講述轉化為人類的博士在外星生物「血之家族」的追殺和拉莫提的協助下終得悉其真正身份。博士在幾番爭扎下決定回復原形，擊敗「血之家族」。這集共吸引721萬人收看。在取得正面評價之餘，這集與〈人性〉獲提名為雨果獎最佳戲劇呈現（短片）獎。

## 劇情
上集提到博士被逃避外星生物「血之家族」而化身為人類，又把一切的記憶和力量收藏在懷表內，然後利用TARDIS回到1913年的倫敦。在這兒，博士化名約翰·史密夫，並獲在一間名為法里鹹的男校聘任為教師。不久後，他與學校的護士長雷德芬相戀。博士的學生拉莫提生通過第六感察覺到懷表的存在，好奇之下把懷表偷走。此時「血之家族」隨之而來，他們寄生於學生貝恩斯、校工珍妮、牧場主人克拉克先生以及女孩露絲身上。「血之家族」得悉博士與海恩斯出席舞會後來到會場，捉來鐘斯和海雷德芬，並要脅博士回復真身，否則會殺死她們。
博士不明其意，堅稱只是個凡人。拉莫提見此打開懷表，貝恩斯等分神，鐘斯隨即搶走克拉克先生的手槍，命令珍妮放開雷德芬。博士逃過一劫後與雷德芬回到學校。「血之家族」不想放過博士，於是兵分兩路，貝恩斯、珍妮、露絲與他們的稻草人兵團追蹤到學校，而克拉克先生則試圖找出TARDIS。未幾，貝恩斯來到校門，校長哈欽森指揮佈防。起初，強大的火力令「血之家族」無計可施。然而，當露絲殺死了哈欽森後，學生組成的守線頓時土崩瓦解，「血之家族」輕而易舉地進軍校園。
拉莫提想把懷表歸還博士，但懷表卻告訴他尚未是時候。於是，拉莫提另生一計，他再次打開懷表引起貝恩斯等人的注意。露絲首先發現拉莫提手中的懷表，因她此告訴具恩斯和珍妮在找到博士的同時還必須取得那懷表。博士見形勢極不明朗，打算捨己救人，要求「血之家族」放過其門生。這時，克拉克先生已發現TARDIS，並把它帶到學校。雷德芬猛然想起博士送給她的日記《不可能的傳記》提到的「藍色盒子」，加上鐘斯多次提醒他是時間領主。博士選擇逃避，於是隨雷德芬來到一間空置的房子。拉莫提按照懷表的意思，把它還給博士。博士和雷德芬拿著懷表感應到二人婚後的種種畫面。此時，「血之家族」駕著其太空船隨意開火，以圖用屠殺來威迫博士現出真身。博士感到相當矛盾，一方面他不忍心無辜的人因他而死，另一方面他知道回復真身後他將不能與雷德芬維持戀人關係。雷德芬感謝博士與她渡過的日子，並指她不會因以後不能與博士相戀感到後悔。博士聞之，決定打開懷表，回復真身。
隨後，博士登上「血之家族」的太空船，裝作人類向他們投降。為表誠意，博士還把懷表給他們。「血之家族」不防有詐，打開懷表以吸取時間領主的力量。不料，懷表空無一物，博士趁機啟動太空船的自爆系列。「血之家族」被博士囚禁於宇宙各處﹕克拉克先生被困在矮恆星、珍妮被監困在正在崩坍的宇宙事件視界、露絲被收藏在鏡內，而貝恩斯則成為一個沒有意識的稻草人。
處理好「血之家族」後，博士回到1913年的倫敦邀請雷德芬當TARDIS的座上客，但被拒絕。拉莫提送別博士，後者把其懷表送給他作紀念。一年後，一次大戰爆發，拉莫提應召入伍，他預視到自己與戰友將被炮火攻擊，在懷表的協助下二人終安然無恙。多年後，拉莫提已到花甲之年，他出席和平紀念日，手裡拿著的正是博士當年給他的懷表，而博士和鐘斯則穿越至此在一旁看著。

### 前後連接
在劇中，拉莫提曾打開懷表，眼前出面的正是〈逃跑的新娘〉的劇情。拉莫提在學校設防時突然想到要保護懷表，故躲起來，遭到同學譏笑膽小，拉莫提回敬：「是的，我總是如此」，與〈背水一戰〉中戴立克諷刺第九任博士的對白一致。博士在這集化名約翰·史密夫。事實上，這名字曾多次被博士用過，其中包括1968年的〈宇宙之輪〉、1978年的〈時間戰士〉、〈戰火孤雛〉和〈史密斯與瓊斯〉等。在2009年聖誕節至2010年新年播出的〈時之終結〉中，第十任博士在死前與畢生中最重要的人道別，其中包括雷德芬的曾孫女，後者的著作《不可能的傳記》記載博士與雷德芬的故事，而這書名是取自博士的那本日記。

## 製作

### 劇本創作
〈人性〉／〈血之家族〉合集改編自1995年出版的《異世奇人》衍生小說，內容講述第七任博士為理解常人的感情而轉化為人類，並來到1914年的英國當中學老師。在這所學校中，忘掉真正身份的博士與女教師瓊相戀。此時，試圖取得時間領主能力的外星生物安巴特斯（Aubertides）入侵校園。最終，博士發現其真正身份，擊退安巴特斯，卻察覺到自己已不能如常人般和瓊在一起。這小說是其中一部最歡迎的作品，在1998年由《異世奇人雜誌》舉辦的讀者投票活動中，〈人性〉就當選為史上最出色的《異世奇人》衍生小說。其中，新版《異世奇人》的執行製作人拉塞爾·T·戴維斯對這部小說也情有獨鍾，故他請求小說的作者保羅·康奈爾按其內容編寫一份可分兩集的劇本。為免這集變得過於古板，戴維斯要求劇本的敘事手法要與小說有所不同。其中一個最明顯之處是博士和雷德芬手握懷表後閃前二人的婚後生活。

### 拍攝
〈人性〉／〈血之家族〉合集的導演是查爾斯·帕爾默，此前他曾替〈史密斯與瓊斯〉及〈勇救莎翁〉執導。按原來的編排，此集會比〈眨眼〉較早拍攝，但隨著〈眨眼〉的檔期延後，這集得以提前製作。同時，由於製片人菲爾·歌連臣正在休假，故在拍攝〈人性〉／〈血之家族〉期間，此職由蘇姍·麗嘉暫代。合集於2006年11月27日開鏡，並在翌年2月23日殺青。其中，位於卡迪夫的蘭達夫座堂、布雷肯的泰巴花迪堂及紐波特的特雷迪加堂均用作充當法里咸男校。當中，蘭達夫座堂還是博士與雷德芬結婚以及拉莫提參戰的地方。另外，劇組又在聖費根國家歷史博物館取景，以作為博士躲避「血之家族」時的那間空置房子﹔其餘的場景則在上布製作室拍攝。

## 發行和反響
〈血之家族〉2007年6月2日在BBC One播映。收視報告指這集共有721萬人收看，收視率達41%。欣賞指數方面，這集的得分是86分。
這集取得評論家的好評。IGN的特拉維斯·費科特在10分為滿分下給這集9.3分，形容這集比〈人性〉更為動人且具創造力，並稱讚哈利·萊特的演出使「血之家族」成為系列3最令人生畏的反派。同時，費科特還對海恩斯和阿吉曼的表示欣賞。影音俱樂部的阿拉斯代爾給這集A的評分，他尤其喜歡劇中對戰爭以及種族主義的諷刺，並對劇終時老拉莫提拿著懷表的一幕「感動得落淚」。在《誰是博士》（Who Is the Doctor）一書中，作者格雷姆·伯克同樣留意到劇中帶出的種族主義問題，認為這集真實地反映出當時的狀況。另外，他很喜歡劇中的閃前效果。
〈血之家族〉還得到觀眾的喜愛。在2014年，《異世奇人雜誌》讓讀者從241個故事中選出最喜愛的一集，〈人性〉／〈血之家族〉位列第九。這集與〈人性〉被提名為雨果獎最佳戲劇呈現（短片）獎，但最終不敵〈眨眼〉。此外，田納特憑此集贏得星座獎最佳男演員。

## 資料來源
1. 1 2  Burk, Graeme; Smith?, Robert.  1st. ECW Press. 2012-03-06: 156-157. ISBN 1-55022-984-2.
2. ↑  Cavan, Scott; Mark, Wright.  1st. BBC Books. 2013-06-11: 50-51. ISBN 978-1849906197.
3. ↑  Burk, Graeme; Smith?, Robert.  1st. ECW Press. 2012-03-06: 265-266. ISBN 1-55022-984-2.
4. 1 2 3 4 5 6 7 8 9  . Doctor Who: A Brief History Of Time (Travel). 2014-07-06  [2015-09-04]. （原始内容存档于2007-03-16）.
5. ↑  Doctor Who Magazine. August 2007, (386): 6.
6. ↑  . Doctor Who News.   [2014-12-27]. （原始内容存档于2019-09-11）.
7. ↑  Fickett, Travis. . IGN. 2007-09-04  [2015-09-08]. （原始内容存档于2018-06-07）.
8. ↑  . AV Club. 2014-04-06  [2015-09-08]. （原始内容存档于2017-08-18）.
9. ↑  Burk, Graeme; Smith?, Robert.  1st. ECW Press. 2012-03-06: 159-161. ISBN 1-55022-984-2.
10. ↑  . Doctor Who Magazine. 2014-06-21  [2014-08-21]. （原始内容存档于2019-12-06）.
11. ↑  . Denvention 3: The 66th World Science Fiction Convention. World Science Fiction Society. 2008  [2008-03-21]. （原始内容存档于2008-12-21）.
12. ↑  . Constellation Awards website. 2008-07-15  [2008-07-15]. （原始内容存档于2011-07-15）.

## 外部連結
- "The Family of Blood" 在 BBC《異世奇人》的主頁
- "Human Nature" / "The Family of Blood" 在 異世奇人參考導覽
- "Human Nature" / "The Family of Blood" 在 異世奇人: 時間（旅行）簡史
- 互联网电影数据库上血之家族的资料（英文）